# Sauvignon

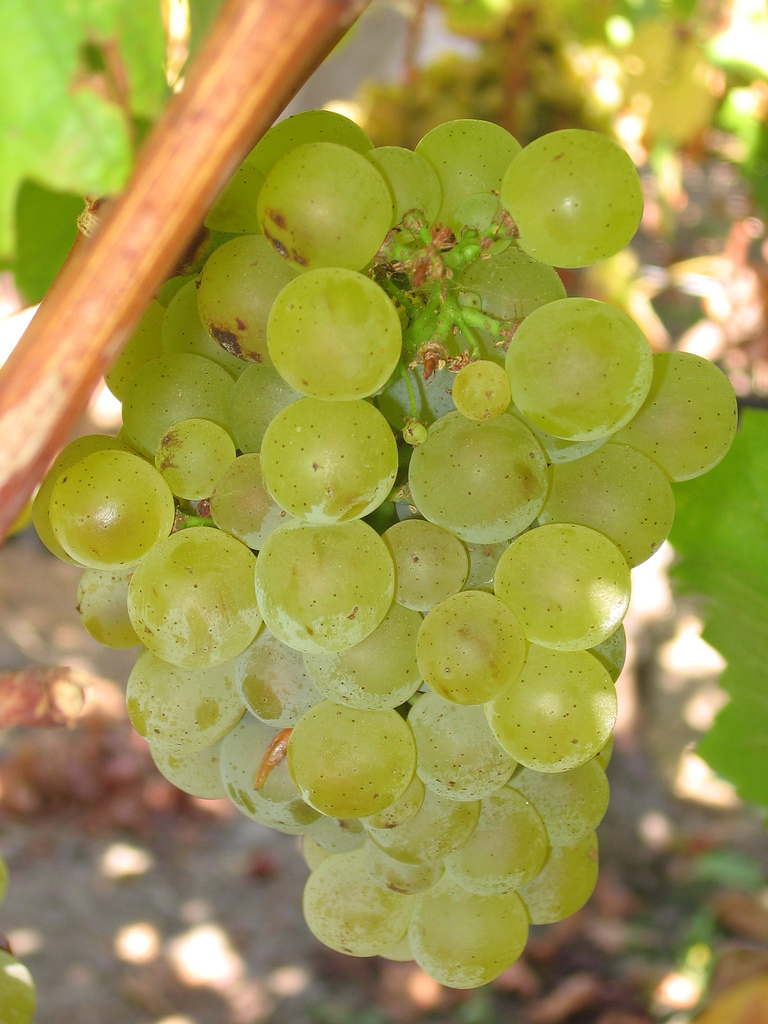
Hrozen odrůdy Sauvignon Blanc

Sauvignon Blanc (zkratka Sg) je starobylá francouzská moštová odrůda révy vinné (Vitis vinifera), pocházející patrně z regionu Bordeaux či z vinařských oblastí na Loiře. Pravděpodobně vznikla spontánním křížením odrůd Chenin Blanc a Tramín.

## Popis
Réva vinná (Vitis vinifera) odrůda Sauvignon Blanc je jednodomá dřevitá pnoucí liána dorůstající v kultuře až několika metrů. Kmen tloušťky až několik centimetrů je pokryt světlou borkou, která se loupe v pruzích. Úponky révy jsou krátké, umožňují této rostlině pnout se po pevných předmětech. Růst je bujný, se vzpřímenými letorosty, olistění je husté, odrůda vytváří mnoho zálistků. Má krátká internodia, jsou, stejně jako nodia zelená, bez ochmýření, pupeny jsou bez antokyaninové pigmentace. Včelka je silně bělavě ochlupená, s červenými okraji lístků. Vrcholek letorostu je světle zelený, slabě pigmentovaný antokyaniny, silně bíle vlnatě ochmýřený. Mladé lístky jsou zelené s bronzově hnědavým nádechem, takřka bez pigmentace antokyaniny, středně silně bíle vlnatě ochmýřené. Jednoleté réví je světle žlutavě hnědé, oříškové barvy, v uzlech tmavší, čárkované i tečkované, eliptického průřezu, vyzrává jen středně dobře. Zimní pupeny jsou malé, zahrocené, u báze rozšířené.
List je malý až středně velký, tvar čepele je okrouhlý, tří- až pětilaločnatý s hlubokými horními bočními výkroji. Vrchní strana čepele listu je prolamovaně zvlněná, slabě puchýřnatá, spodní hustě chloupkatá, žilnatina listu je bez pigmentace antokyaniny, řapík listu je stejně dlouhý či delší, než medián listu, řapíkový výkroj je lyrovitý, většinou lehce překrytý, někdy úzce otevřený. Podzimní barva listů je žlutá.
Oboupohlavní pětičetné květy v hroznovitých květenstvích jsou žlutozelené, samosprašné. Plodem je malá až středně velká (12 mm, 1,5 g), kulatá až vejčitá bobule, v hustých hroznech často deformovaná, žlutozelená, při plném vyzrání až zlatožlutá, s nahnědlými tečkami, jednotné barvy a velikosti, dužnina je nezbarvená, rozplývavá, chuti specifické, výrazně aromatické (muškát, angrešt, kopřivy), s 2–4 semeny. Slupka je průměrně ojíněná, středně silná, pevná, pružná, těžko se odděluje od dužniny. Stopečka bobule je kratší, obtížně oddělitelná od bobule. Semeno je tmavě hnědé, s rozdvojeným zobáčkem. Hrozen je malý až střední (100–180 mm, 110 g), pyramidální, hustý a kompaktní, někdy s křidélky, s krátkou, slabě lignifikovanou stopkou.

## Původ a rozšíření
Sauvignon Blanc je starobylá francouzská moštová odrůda vinné révy (Vitis vinifera), pocházející patrně z francouzského regionu Bordeaux či z vinařských oblastí na Loiře. Nové genetické poznatky ukazují, že patrně vznikla samovolným křížením odrůd Chenin Blanc a Tramín. Říká se, že když byl francouzský král Jindřich IV. Navarrský (1553–1610) kojencem, jindřichův dědeček tišil jeho pláč tím, že mu potíral rty rozetřeným česnekem a máčel mu je vínem z odrůdy Sauvignon. V dospělosti se každopádně král stal velkým vyznavačem právě této odrůdy.
Sauvignon Blanc je náročná odrůda, z níž jsou v údolí řeky Loiry, v apelacích AOC Pouilly Fumé a Sancerre, vyráběna proslulá odrůdová vína. V oblasti Bordeaux dává (v cuvée s odrůdou Sémillon) suchá bílá vína v AOC Graves a ušlechtilá, sladká vína v AOC Sauternes. Francie je ostatně tradiční oblastí pěstování této odrůdy, byla zde roku 2008 vysazena na 24.473 hektarech, registrováno je zde celkem 21 klonů této odrůdy a kromě výše uvedených apelací tvoří též součást vín AOC Barsac, Loupiac, Sainte Croix du Mont, Bergerac, Monbazillac, Blanc Fumé de Pouilly, Menetou-Salon, Quincy, Reuilly, Valençay, Vin du Haut Poitou, Saint Bris, Cassis a Bandol.
Odrůda je pěstována ve vinařských oblastech takřka celého světa, roku 2007 byla vysazena mimo jiné na Novém Zélandu na ploše 10.500 ha (pověstná jsou zejména vína z oblasti Marlborough), v Jihoafrické republice na 8.872 ha, v Austrálii na 5.544 ha, v Chile na 8.697 ha, v Itálii na 3.000 ha, v Rakousku na 314 ha, v Německu na 336 ha, na celém světě byla roku 2005 vysazena na celkové ploše cca 75.000 ha.
Na naše území se odrůda dostala pravděpodobně s Habány v 16. století pod německým názvem Feigentraube, z toho vznikl kdysi užívaný název Fíkový hrozen.
V České republice se odrůda pěstuje hlavně ve Znojemské a Mikulovské podoblasti, roku 1999 tvořila 2,3 % a roku 2010 již 5 % veškeré plochy vinic ČR. Odrůdu se doporučuje pěstovat ve vinařské oblasti Morava. Během 10 let se tedy osazená plocha zdvojnásobila. Průměrné stáří vinic této odrůdy v Česku činilo roku 2010 asi 13 let. Do Státní odrůdové knihy České republiky byla odrůda zapsána v roce 1952, roku 2006 byly registrovány čtyři klony. Je zapsána též v Listině registrovaných odrůd na Slovensku. Udržovateli odrůdy jsou v ČR Ampelos – Šlechtitelská stanice vinařská Znojmo, Ing. Miloš Michlovský, Ing. Alois Tománek, Šlechtitelská stanice vinařská Velké Pavlovice a Šlechtitelská stanice vinařská Polešovice.

## Název
Název „Sauvignon“ odkazuje na to, že odrůda byla v době vzniku tohoto názvu považována za selekci divoké révy („sauvage“ znamená v překladu z francouzštiny „divoký“). Přídomek „blanc“, tedy česky „bílý“, označuje odrůdu, jejíž hrozny jsou používány k výrobě bílých vín.
Další, lokálně používaná synonyma odrůdy Sauvignon Blanc jsou : Совиньон зеленый, Гро Совиньон, Пино местный белый, Пино местный цюрупинский (vše Rusko), Beyaz Sauvignon (Turecko), Blanc Doux, B. Fumé, Bordeaux Bianco, Champagne, Douce Blanche, Fehér Sauvignon (Maďarsko), Feigentraube (Německo, Rakousko), Fie, Fie dans le Neuvillos, Fíkový hrozen, Fumé, Fumé Blanc, F. Surin, Genetin, Gentin a Romorantin, Gros Sauvignon, Libournais, Melkii Sotern, Muskat Sylvaner, Muskat-Sylvaner (Německo), Muskatni Sivanec, M. Silvanac, M. Silvanec, Muskatsilvaner, Painechon, Pellegrina (Itálie), Petit Sauvignon, Picabon, Piccabon, Pinot Mestny Bely, Pissotta, Puinechou, Punechon, Punechou, Quinechon, Rouchelin, Sampelgrina, Sarvonien, Sauternes (pozor, nezaměňovat s odr. Sauterne), Sauvignon … Bianco, Blanco, Fumé, Gros, Jaune, Jeune, Petit, White …, Savagnin, S. Blanc, S. Musque, Savagnou, Sciampagna, Servanien, Servonien, Servoyen, Souternes, Sovinak, Sovinon (Rusko), Sovinjon Beli, Spergolina, Surin, Sylvaner Musqué, Uva Pelegrina, Weißer Sauvignon, Zoeld Ortlibi.

## Příbuzné odrůdy
Místy se ještě pěstuje mutace odr. Sauvignon Blanc, odrůda Sauvignon Gris s vyšší cukernatostí a s méně pronikavým aroma. Dále jsou samostatně uváděny odrůdy Sauvignon Rosé, Sauvignon Rouge, Sauvignon Violet a Sauvignon Noir. Literatura je v případě těchto mutací nejednoznačná, dalo by se z toho usuzovat, že S. Rouge, S. Rosé a popř. i S. Violet jsou pouze mezní přechodové stavy odrůdy S. Gris. V Katalogu odrůd VIVC Geilweilerhof jsou dále samostatně uvedeny odrůdy Sauvignon Musqué, Sauvignon Précoce a Sauvignon Super (poslední jmenovaná je neregistrovaný kříženec Jaroslava Horáka Müller Thurgau x Sauvignon Blanc 3/21. V Itálii je registrován též tetraploidní klon odrůdy Sauvignon Blanc, uvedený v katalogu odrůd VIVC samostatně.

## Záměny
Odrůdu Sauvignon Blanc (též Sauvignon Jaune) je nutné odlišovat od odrůdy s větším hroznem s dnes používaným názvem Friulano (též Sauvignon Vert, Sauvignonasse, Tocai Friulano). Obě odrůdy byly v minulosti často zaměňovány (takže i v devadesátých letech 20. století byla podstatná část čilských vín s označením „Sauvignon“ ve skutečnosti vyrobena z odrůdy Friulano).

## Pěstování
Réví vyzrává uspokojivě až hůře, plodnost dřeva je 54 %, průměrný počet hroznů na výhon je 0,7, na plodonosný 1,4. Pro půdy chudší, písčité a kamenité je vhodná podnož T 5C, pro menší tvary SO-4, do kamenitých a štěrkovtých půd je vhodná i podnož Schwarzmann. Pro bujný růst odrůdy není vhodná K 5BB. Používá se vysoké vedení s větším zatížením keřů 10–15 oček na m² nebo jednoramenný kordón. Při středním vedení se keře zahušťují. Nevyhovují kordóny s řezem na krátké čípky. Výnos je středně vysoký, méně pravidelný, 8–11 t/ha. Hnojení dusíkem snižuje výnosy. Cukernatost moštu bývá v průměru 18–20 °NM, acidita 9–12 g/l.

### Fenologie
Středně pozdní až pozdní moštová odrůda. Doba rašení oček i květu je středně pozdní, začátek rašení bývá ve 2–3. dekádě dubna, odrůda kvete v 1. dekádě června, zaměkání začíná kolem poloviny srpna, sklizňová zralost je u nás koncem září až v první polovině října. Vegetační cyklus trvá 139 dní (v klimatických podmínkách Oděssy například zraje ve 2–3 dekádě září).

### Choroby a škůdci
Odrůda je odolná proti plísni révové (Plasmopara viticola), náchylná na padlí révové (Uncinula necator) a červenou spálu (Pseudopeziza tracheiphila). Při deštivém počasí v době sklizně jsou hrozny napadány plísní šedou (Botrytis cinerea), trpí též virovými chorobami, zvláště roncetem, ale i svinutkou a vrásčitostí dřeva, je vyhledávána obaleči. Květy sprchávají méně až středně. Vzhledem k bujnému růstu a vzhledem k častému špatnému vyzrávání dřeva je poškozována zimními i jarními mrazy.

### Poloha a půdy
Vyžaduje velmi dobré polohy ve vyšších částech svahů, chráněných proti mrazu. Vyhovují jí méně úrodné i kamenité a písčité půdy, které nejsou extrémně suché. Ve vlhkých polohách zase hrozny hnijí.

## Víno

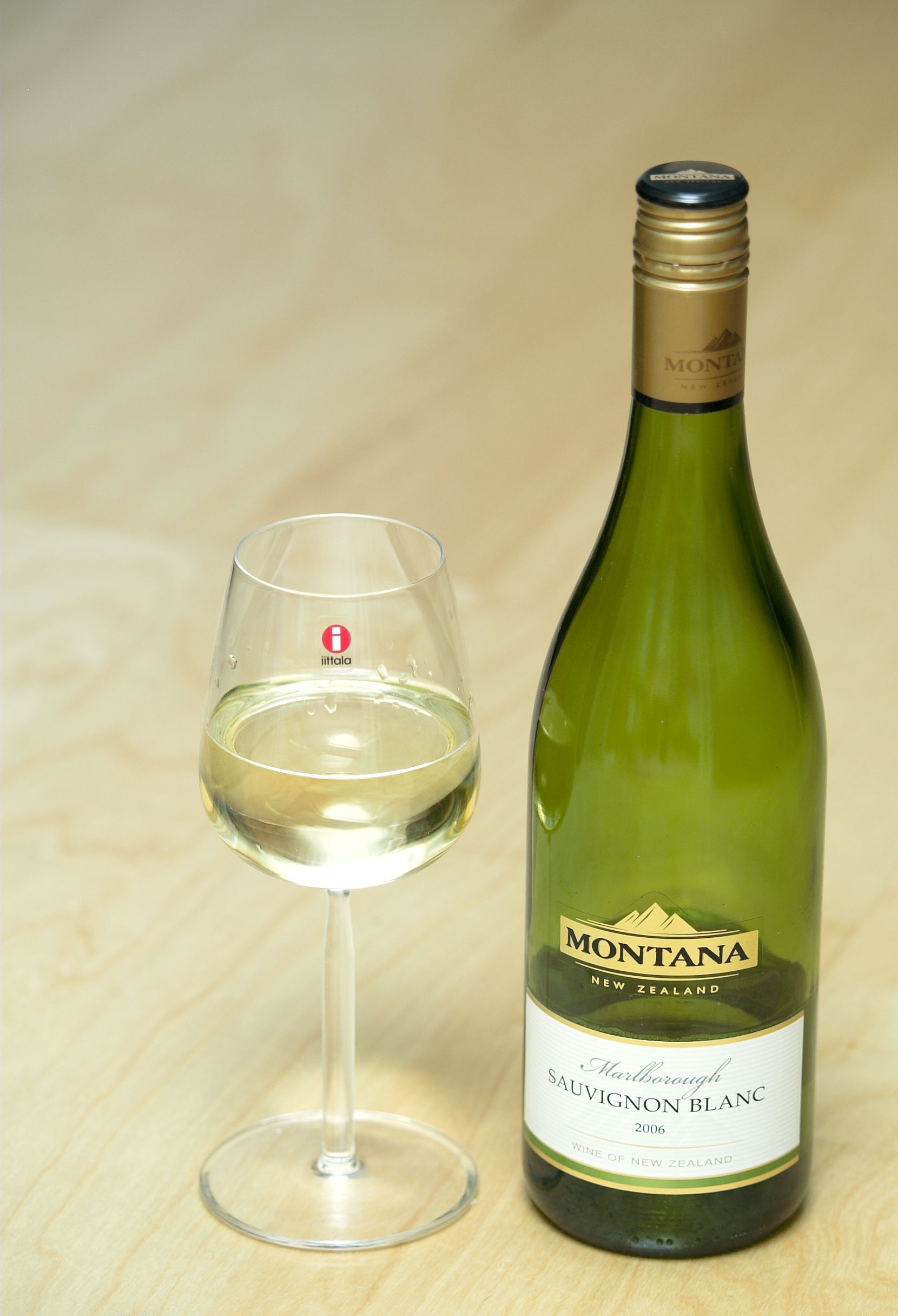
Láhev vína Sauvignon blanc z novozélandské oblasti Marlborough

Vína odrůdy Sauvignon Blanc patří k nejkvalitnějším vínům severních vinařských oblastí a v současné době se těší ve světě velké oblibě, zejména typy, vyráběné s nádechem vůní z nových barikových sudů. V závislosti na ročníku, stanovišti, době sběru a na technologii tvorby vína se vyvíjejí různé typy vína této odrůdy. U jižních typů vín Sg se většinou setkáváme s víny plnými, často i s minerální příchutí, hlavně z půd křemičitých (francouzská oblast Sancerre), s víny tělnatějšími z půd hlinitých či s víny s filigránskou stavbou a bohatou hrou vůní z půd vápenitých. Bobule odrůdy Sg obsahují vysoce aromatické látky, které zpočátku tvorby mají tóny vůní kopřivových nebo černorybízových až angreštových a při pozdějším zrání pak přecházejí do vůně zralých broskví. V dobrých ročnících je víno plné s typicky broskvově muškátovými aromatickými látkami. V horších ročnících či u neredukovaných sklizní mohou být vína méně plná, „tvrdá“, s převahou kyselin a jejich aroma je kopřivové. Intenzita aromatických látek, kterou vnímáme v mladých vínech současně se svěžestí, je pro mnohé milovníky Sg velmi svůdná. V plné síle se objevuje hlavně u vín z Nového Zélandu (pověstná jsou ta z Marlborough), kde její vývoj podporuje vysoká vzdušná vlhkost a velký počet slunečných dní při nižší průměrné teplotě.
V méně příznivých ročnících, v severnějších oblastech a při vyšší vlhkosti vznikají travnaté, kopřivové či paprikové tóny ve vůni i chuti. Při vyšším slunečním svitu a lepší vyzrálosti hroznů se začínají objevovat ovocné tóny. Zráním vín na lahvi se většinou ony mladistvé tóny ztrácejí a ve víně se rozvíjí hlavně lahvová zralost. Spolu s ní narůstá i vyšší barevný tón vína a plnost. Typická odrůdová vína Sg jsou světle zelenožlutá, intenzivně aromatická, kořenitá, s výraznější kyselinkou a s vyšším obsahem alkoholu, perzistentní v dochuti, s velkou škálou od tónů travnatých a kopřivových až po tóny připomínající ovocné plody. Ve vůni a chuti můžeme hledat černý rybíz, angrešt, kopřivu, kočičí moč, zelený pepř, kiwi s nádechem citronu, grapefruity, broskve, nektarinky, meloun, u vín z obl. Sancerre i minerální tóny a křemen, u sladkých výběrů meruňky, pomeranče, ananas, med, marcipán, tropické ovoce, mango, mučenku, akátový a pomerančový květ, kosatec, fenykl, ale i muškátové tóny. Vína jsou velmi vhodná ke dlouhodobé archivaci.

### Stolování
Aromaticky výrazná a suchá vína Sg jsou vhodná jako aperitiv či ke studeným předkrmům, ke chřestu a kozím sýrům. Plnější a zralá vína jsou vhodná ke kořenitým jídlům, těstovinám s gorgonzolou nebo rybí omáčkou, k vařené šunce, bílým masům se smetanovými omáčkami, k rybám s výraznější úpravou či k rybám uzeným. Výběry ke sladkým dezertům.

### Multimédia
- Ing. Radek Sotolář : Multimediální atlas podnožových, moštových a stolních odrůd révy, Mendelova zemědělská a lesnická universita Brno, zahradnická fakulta v Lednici
- Martin Šimek : Encyklopédie všemožnejch odrůd révy vinné z celýho světa s přihlédnutím k těm, co již ouplně vymizely, 2008–2012